# Кочетовка (Новосибирская область)
Кочетовка — деревня в Колыванском районе Новосибирской области. Входит в состав Сидоровского сельсовета.

## Население
| 2002 | 2007 | 2010 |
| ---- | ---- | ---- |
| 0    | →0   | ↗4   |

## Инфраструктура
В деревне по данным на 2007 год отсутствует социальная инфраструктура.